# Antarctosauridae
Antarctosauridae — родина ящеротазових динозаврів підряду Завроподоморфи (Sauropodomorpha). Родина існувала у кінці крейди, 99,6—70 млн років тому. Вони були широко поширені, а їхні рештки знайдені в Північній Америці, Південній Америці, Індії, Монголії, Китаю та Австралії. Це були дуже великі динозаври з довгими шиями. Вони були вегетаріанцями.

## Роди
- †Alamosaurus
- †Antarctosaurus
- †Argentinosaurus
- †Diamantinasaurus
- †Huabeisaurus
- †Isisaurus
- †Opisthocoelicaudia

## Часова лінія описання родів
| Tyrannosaurus rex, череп | Це незавершена стаття про динозаврів. Ви можете допомогти проєкту, виправивши або дописавши її. |